# Світлий (Котельницький район)
Сві́тлий (рос. Светлый) — селище у складі Котельницького району Кіровської області, Росія. Адміністративний центр Світлівського сільського поселення.
Населення становить 1129 осіб (2010, 1431 у 2002).
Національний склад станом на 2002 рік — росіяни 96 %.